# Glenville, West Virginia
Glenville är administrativ huvudort i Gilmer County i West Virginia i USA. Enligt 2010 års folkräkning hade Glenville 1 537 invånare.